# Cascades Fitzroy
Fitzroy Falls és un poble del comtat de Wingecarribee, situat a la regió de les Terres Altes del Sud de Nova Gal·les del Sud (Austràlia). La localitat era coneguda amb el nom de Yarrunga, però va ser renanomenada amb del nom de les cascades properes de 81 metres d'alçada. Al cens del 2016, Fitzroy Falls tenia 216 habitants.

## Les cascades
Les cascades ja eren coneguda pels indígenes Wodi Wodi. El primer colon europeu que les va veure va ser Charles Throsby, a principis del segle xix. Situades prop de l'aiguaneix del rierol Yarrunga al Parc Nacional de Morton, les cascades van ser nomenades en honor de Sir Charles Fitzroy, el governador de Nova Gal·les del Sud, durant la seva visita a la zona el 1850.

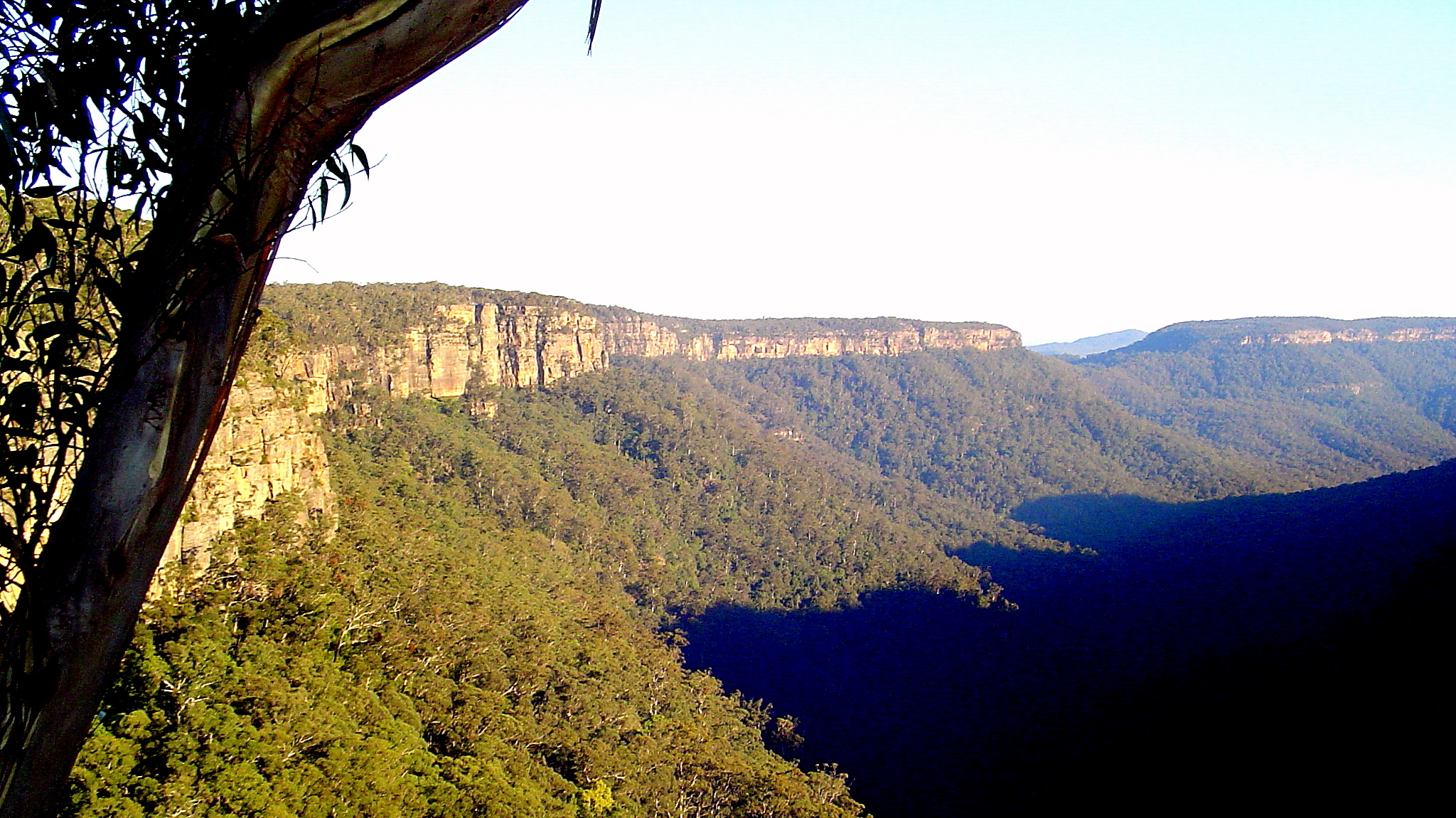
Vistes de les cascades Fitzroy des del nord-sud-oest
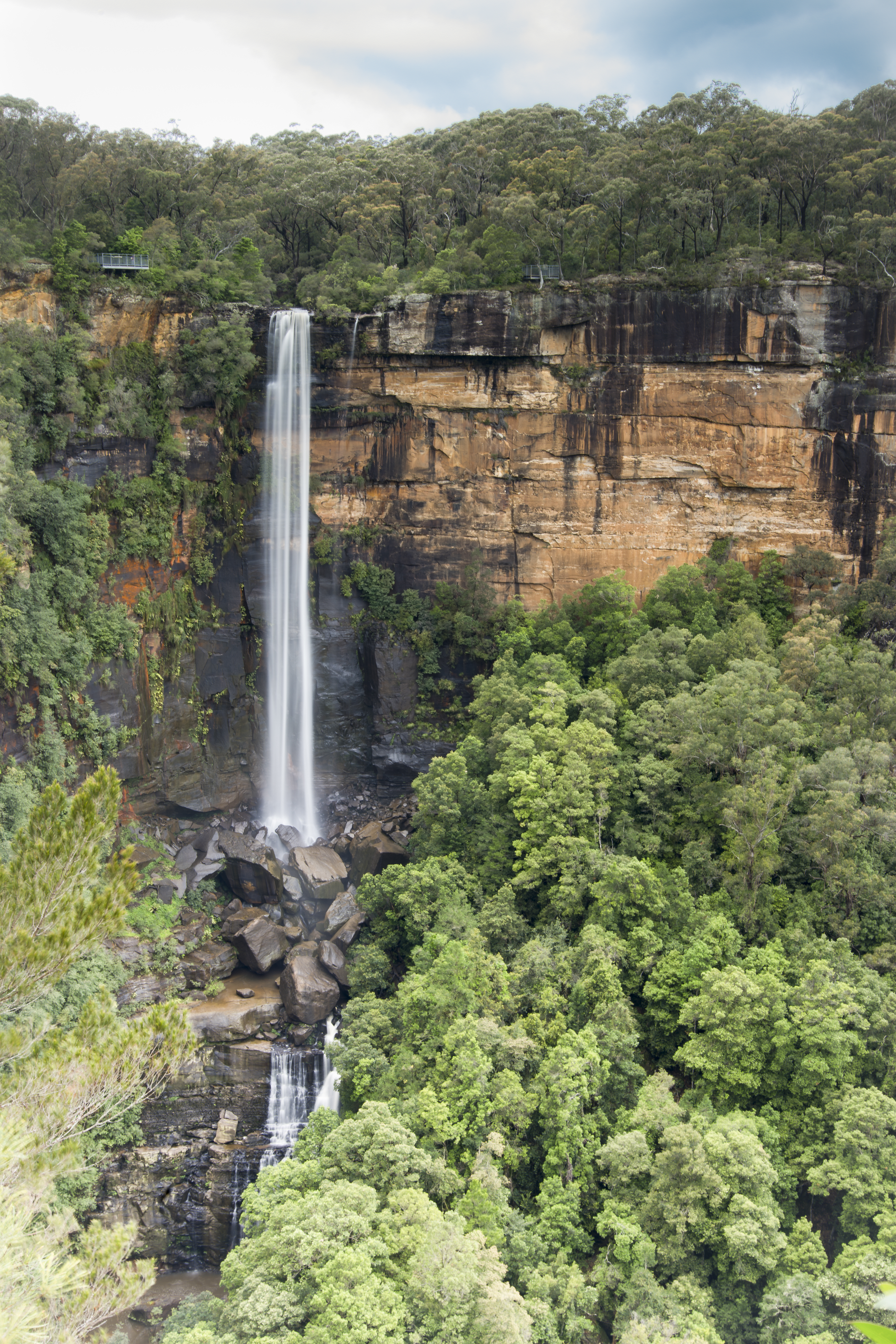
Les cascades Fitzroy

Si bé una ciutat es va planificar per a la zona a la dècada del 1860, es va produir poc desenvolupament. Amb l'arribada de vehicles a motor, Fitzroy Falls va esdevenir, i segueix sent, un punt d'aturada popular per als turistes que viatgen cap a les Terres Altes del Sud. S'han creat aparcaments i instal·lacions de restauració importants, juntament amb vies i passarel·les que permeten als visitants poder veure de pror les cascades i altres elements naturals.